# Christopher Isherwood
Christopher William Bradshaw Isherwood (født 26. august 1904, død 4. januar 1986) var en britisk forfatter, der blev amerikansk statsborger i 1946.
Han er især berømt for sine historier fra Berlin under Weimarrepublikken.

## Udvalgt bibliografi
- Mr. Norris Changes Trains (1935)
- Goodbye to Berlin (1939, filmatiseret som Cabaret)
- Journey to a War (1939, rejsebog skrevet med W.H. Auden)
- A Single Man (1964)
- Essentials of Vedanta (1969)